# Гликоляты
Гликоляты — группа химических соединений, соли и эфиры гликолевой кислоты. Гликоляты образуются реакцией 1,2-пропиленгликоля с щелочными металлами и щелочами. 
Гликолят натрия — компонент составов для отделки текстиля, крашения шерсти, выделки кож; входит в состав электролитической ванны при безэлектродном нанесении никеля.